# يحيى الكوراري
يحيى الكوراري (? - توفي 1997)، هو إعلامي إذاعي مغربي، من مشاهير الإذاعة في القرن العشرين بالمغرب، صاحب برنامج «تهاني وأماني» البرنامج الأكثر شعبية في المغرب والخارج عبر أثير إذاعة وجدة الجهوية.
كانت بداية حياته الإعلامية سنة 1967 بإذاعة وجدة، 30 سنة من العطاء، ولد في عائلة من أب كانت في عصمته زوجتان أنجبتا له 13 ابنا، كان يحيى الرابعَ بين الذكور منهم. درس في وجدة، حتى الخامسة ثانوي، حيث فضّل أن يدرس في البيت، لقد كان «أستاذَ نفسه» وكان شديدَ الولع بقراءة الكتب والمجلات، وخصوصاً الأدبيةَ منها.

## من أعماله
أنتج أزيد من 18 برنامجا إذاعيا بمحطة وجدة منها:
- أصداء
- مجلة المغرب الشرقي
- مجلة الأربعاء
- لوحة من بلادي
- عبر الهاتف
- حديقة النغم
- مسيرة قلم ونغم
- همس الخاطر
- الذكريات
- صدى السنين
- بالأحضان يا وطني
- تهاني وأماني